# 朱憲爀
广元端恪王朱宪爀（16世纪—1582年），明朝广元康僖王朱致椹的嫡长子。

## 生平
嘉靖三十年（1551年），朱致椹去世。嘉靖三十三年（1554年）四月，明世宗遣應城伯孫永爵等為正使，翰林院編修張春等為副使，持節冊封朱憲爀為廣元王，夫人周氏為廣元王妃。
隆慶二年（1568年），朱宪爀的堂兄辽王朱憲㸅被废。因众人推举朱宪爀素有贤德的名声，隆慶三年（1569年）二月，明穆宗敕朱宪爀管理辽府事，赐朱憲㸅被官府没收的洲地一所。兵部覆奏湖廣守臣上奏遼王府废除，其軍校应该革退回到军队，酌量留二十人與民校二十人由朱宪爀公用，用十人守坟。穆宗下詔准许。
萬曆二年（1574年）九月，朱宪爀称老病，请求另选贤能取代自己管理辽府事。禮部商议认为朱宪爀是賢王，足以倚賴，明神宗下詔他仍舊管理。
万历九年（1581年）九月，朱宪爀因久病，请求让庶长子广元长子朱术琱代行本府禮儀、鈐束宗室。神宗认为宗室年老只能准許其子代行禮儀以示優老之意，但如果父亲健在而由儿子摄府事，儿子有自专的嫌疑，以后也可能再起争端，故仍令朱宪爀自行管理。
万历十年（1582年），朱宪爀去世。万历十三年（1585年），朱术琱袭封广元王。